# Stéphane Poulhiès
Stéphane Poulhiès (* 26. Juni 1985 in Albi) ist ein ehemaliger französischer Radrennfahrer.

## Sportlicher Werdegang
2005 entschied Stéphane Poulhiès jeweils eine Etappe bei den U23-Rennen Triptyque des Monts et Châteaux und Ronde de l’Isard für sich. Daraufhin fuhr er im Spätsommer bei dem französischen UCI ProTeam Ag2r Prévoyance als Stagiaire und bekam ab August 2006 einen regulären Vertrag für diese Mannschaft, der er bis zum Ende der Saison 2009 angehörte. 2007 gewann er mit der U23-Nationalmannschaft eine Etappe bei der Tour de l’Avenir, für sein Team AG2R selbst blieb er ohne zählbaren Erfolg.
Zur Saison 2010 wechselte Poulhiès zum Team Saur-Sojasun und gewann in den folgenden Jahren mehrere Abschnitte kleinerer Etappenrennen. 2013 wechselte er erneut das Team und wurde Mitglied im Team Cofidis, in den zwei Jahren blieb er ohne zählbare Erfolge.
Nachdem sein Vertrag nicht verlängert worden war, fuhr Poulhiès in der Saison für die französische Occitane Cyclisme Formation, mit der er wieder Siege einfahren konnte. Neben einem Etappenerfolg bei Kreiz Breizh Elites gewann er mit der Tour de Gironde als Highlight die Gesamtwertung einer internationalen Rundfahrt. Nach seinen Erfolgen kehrte er 2016 mit dem UCI Continental Team Armée de terre auf die internationale Bühne zurück. Am Ende der Saison 2017 kündigte er jedoch seinen noch laufenden Vertrag, um sich aus dem professionellen Radsport zurückzuziehen und eine Ausbildung bei der Polizei zu beginnen. Im Radsport kehrte er zur Occitane Cyclisme Formation zurück, für die er 2018 letztmalig in den Ergebnislisten der UCI geführt wurde.

## Erfolge
2005
- eine Etappe Triptyque des Monts et Châteaux
- eine Etappe Ronde de l’Isard
- Mittelmeerspiele – Straßenrennen

2007
- eine Etappe Tour de l’Avenir

2010
- Mannschaftszeitfahren Tour Alsace
- eine Etappe Tour de l’Ain

2011
- eine Etappe Étoile de Bessèges

2012
- eine Etappe Étoile de Bessèges
- eine Etappe Route du Sud

2015
- Gesamtwertung, eine Etappe und Punktewertung Tour de Gironde
- eine Etappe Kreiz Breizh Elites

2016
- Bergwertung Vier Tage von Dünkirchen